# Веснушки

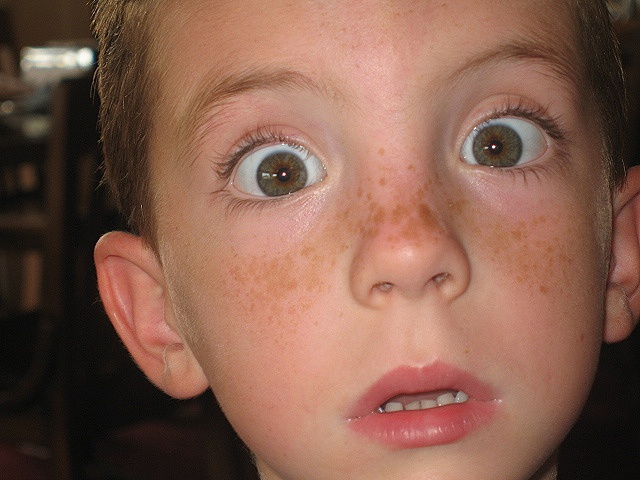

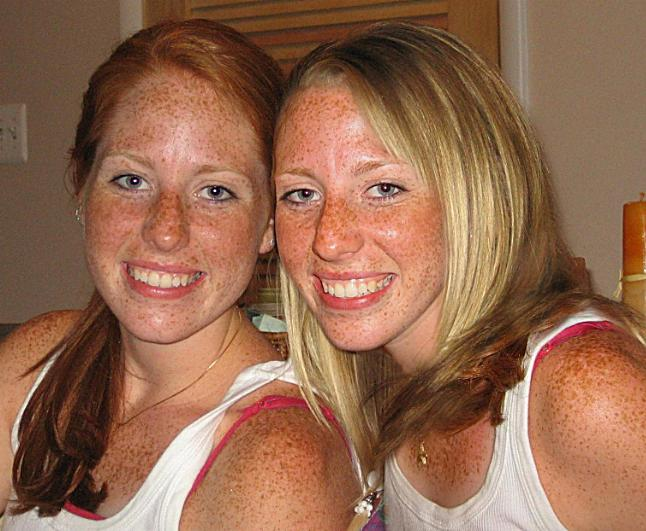
Женщины с веснушками

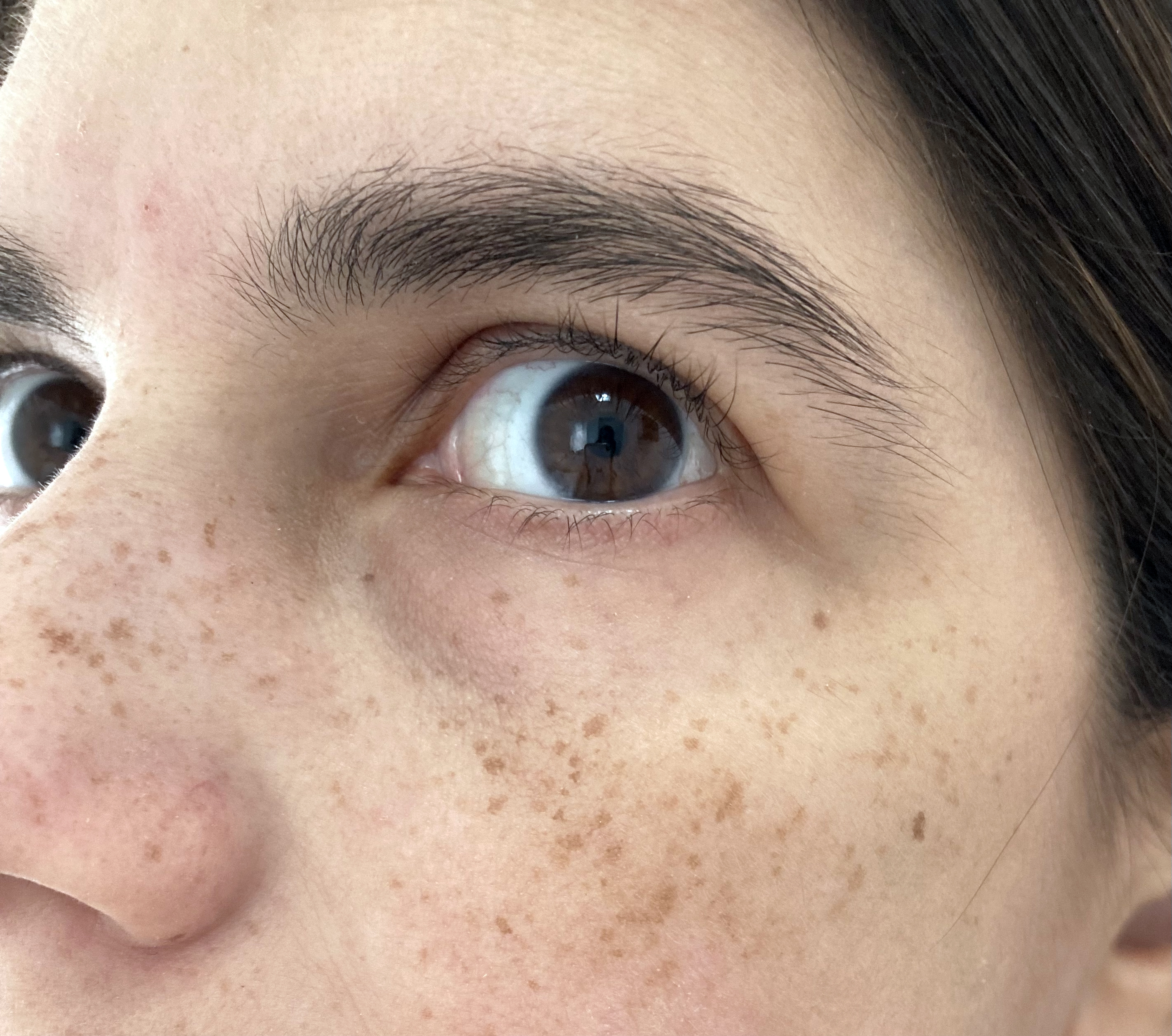
Веснушки на женском лице после лета

Весну́шки — небольшие пигментные пятна на коже, светло- и тёмно-жёлтого цвета (рябины), преимущественно на лице, кистях рук, но иногда и на туловище. Чаще всего располагаются на открытых участках кожи. Обуславливаются отложением в коже особого красящего вещества — меланина. Проявляются преимущественно при воздействии солнечного света. Однако в отличие от родинок и крупных пигментных пятен они не содержат увеличенного количества клеток, производящих меланин (меланоцитов).

## Биология
Обычно появляются у детей в 4—6-летнем возрасте, а после 30 лет их количество уменьшается; зимой бледнеют, с наступлением лета темнеют. Иногда имеют склонность к группированию. Возникают вне зависимости от наследственности, однако на генетическом уровне предопределяется их количество. Оно зависит от наличия меланокортин-1-рецепторного варианта гена MC1R. Солнечный свет не только может делать веснушки более тёмными, но и провоцировать выработку нового меланинa, вследствие чего образуются новые пятна, даже в том случае, если они были удалены при помощи крема или лазера.
Проявление веснушек более выражено у людей со светлыми или рыжими волосами, очень редко они появляются у брюнетов, с возрастом их количество уменьшается.

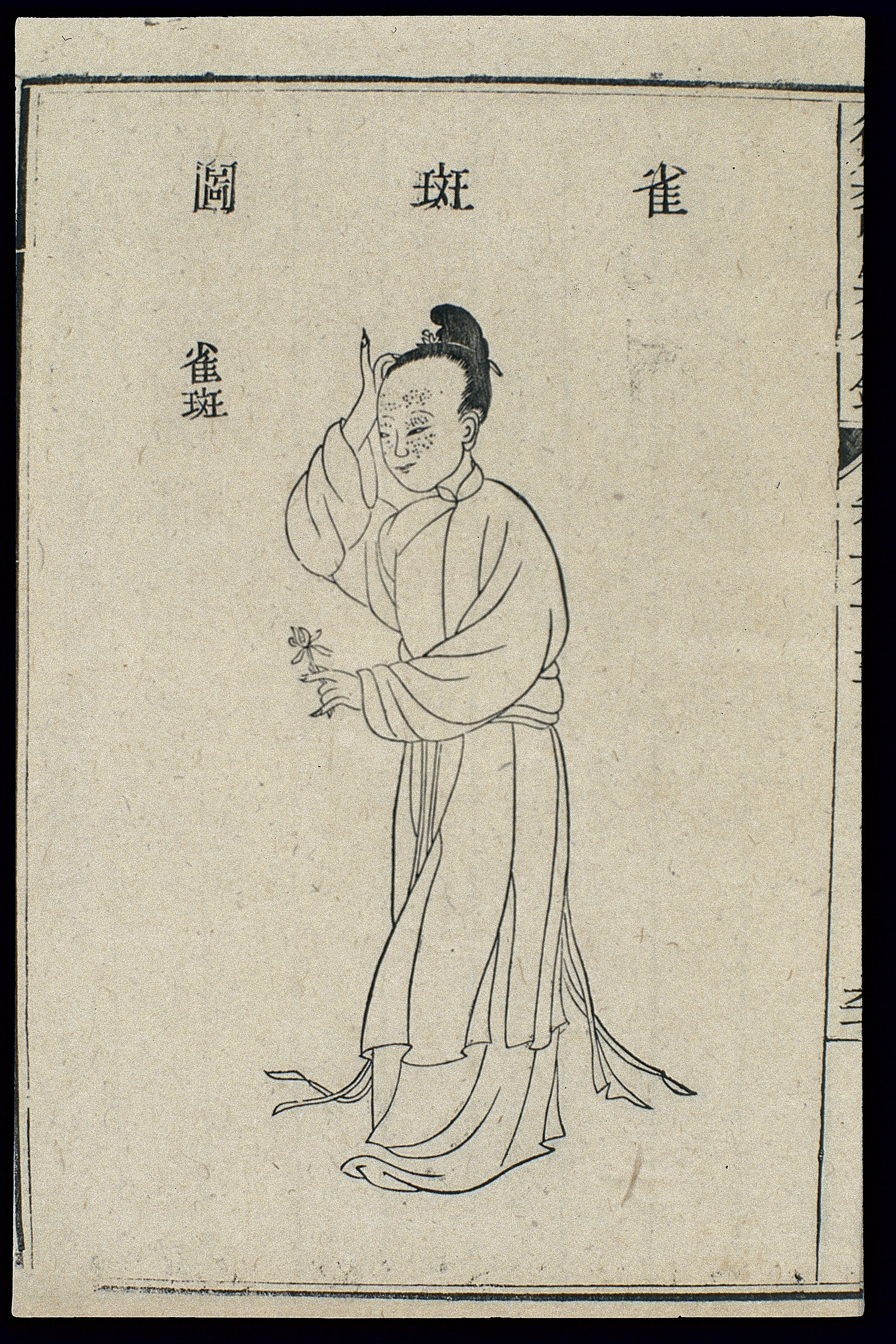
Веснушки в опубликованном по императорскому повелению в Пекине сочинении «Общий курс китайской медицины» (1742 год)

В авторитетном многотиражном словаре китайского языка «Сяньдай ханьюй цыдянь» веснушки определены как заболевание кожи (кит. упр. 皮肤病), при этом отмечается, что они не болят и не чешутся; в третьем издании БСЭ указывается, что веснушки вызваны нарушением образования пигментов в организме или наследственностью, приводятся меры их профилактики. Люди с веснушками более уязвимы для отрицательного воздействия УФ-лучей вследствие более низкой концентрации светопринимающего (фоторецептивного) меланина. Поэтому людям с веснушками рекомендуется использовать солнцезащитные кремы и избегать слишком долгого пребывания на солнце.
Цвет веснушек (цвет меланина в них) может изменяться от светлого загара до тёмно-бурого, в зависимости от воздействия Солнца и тепла.

## В культуре
Западные общества традиционно воспринимали веснушки как недостатки. Плиний Старший описывал веснушки как духовные и религиозные пятна.
Это восприятие изменилось после середины XX века, когда загар и связанные с ним веснушки стали желанными как символ статуса, указывающий на праздную жизнь. Веснушки становились всё более модными в конце XX века в результате движения «молодёжных землетрясений» 1960-х годов и благодаря общению с популярными фигурами, такими как модель Твигги и музыкант Джейн Биркин. В начале 2000-х веснушчатые модели были трендом в рекламе и моде.